# FIFA-Klub-Weltmeisterschaft 2000
Die FIFA-Klub-Weltmeisterschaft 2000 (engl.: FIFA Club World Championship 2000) war die erste Austragung eines weltweiten Fußballwettbewerbs für Vereinsmannschaften und fand vom 5. bis 14. Januar in Brasilien statt.
Trotz einer Teilnahmeprämie von 2,5 Mio. US-Dollar und zusätzlich 1,5 bis 3,5 Mio. US-Dollar für die ersten drei Plätze wehrten sich die internationalen Spitzenvereine lange gegen eine Teilnahme und die dadurch verbundene Zusatzbelastung im ohnehin sehr engen internationalen Terminkalender.
Es war die einzige Klub-Weltmeisterschaft, die ausgetragen wurde, während gleichzeitig noch der Weltpokal für Vereinsmannschaften existierte. Mit Real Madrid nahm auch tatsächlich eine Mannschaft an beiden internationalen Turnieren des Jahres 2000 teil, scheiterte jedoch jeweils an einer Mannschaft aus Südamerika.

## Modus
Es waren insgesamt acht Mannschaften aus den sechs Kontinental-Zonen der FIFA Asien, Afrika, CONCACAF, Südamerika, Europa und Ozeanien am Start, wobei Europa und Südamerika je zwei Vertreter stellten, die in einem Rundenturnier mit zwei Gruppen zu vier Teams gegeneinander antraten. Die Gruppenzweiten qualifizierten sich für das Spiel um Platz drei und die Gruppensieger für das Finale.

## Spielstätten
| Rio de Janeiro |

| São Paulo |

| Rio de Janeiro |

| São Paulo |

## Teilnehmer
| Klub                  | Qualifikation                 | Kontinentalverband |
| --------------------- | ----------------------------- | ------------------ |
| Al-Nasr FC            | Asian Super Cup 1998          | AFC                |
| Raja Casablanca       | CAF Champions League 1999     | CAF                |
| Club Necaxa           | CONCACAF Champions’ Cup 1999  | CONCACAF           |
| CR Vasco da Gama      | Copa Libertadores 1998        | CONMEBOL           |
| Corinthians São Paulo | Campeonato Brasileiro 1998    | CONMEBOL           |
| South Melbourne FC    | OFC Champions Cup 1999        | OFC                |
| Manchester United     | UEFA Champions League 1998/99 | UEFA               |
| Real Madrid           | Weltpokal 1998                | UEFA               |

## Das Turnier im Überblick

### Gruppe A
Alle Spiele im Estádio do Morumbi.
| Pl. | Verein                | Sp. | S | U | N | Tore    | Diff. | Punkte |
| --- | --------------------- | --- | - | - | - | ------- | ----- | ------ |
| 1.  | Corinthians São Paulo | 3   | 2 | 1 | 0 | 006:200 | +4    | 07     |
| 2.  | Real Madrid           | 3   | 2 | 1 | 0 | 008:500 | +3    | 07     |
| 3.  | Al-Nasr FC            | 3   | 1 | 0 | 2 | 005:800 | −3    | 03     |
| 4.  | Raja Casablanca       | 3   | 0 | 0 | 3 | 005:900 | −4    | 0      |

| 5. Januar um 15:45 Uhr  |           |                       |
| Real Madrid             | 3:1 (1:1) | Al-Nasr FC            |
| 5. Januar um 18:15 Uhr  |           |                       |
| Corinthians São Paulo   | 2:0 (0:0) | Raja Casablanca       |
| 7. Januar um 15:45 Uhr  |           |                       |
| Real Madrid             | 2:2 (1:1) | Corinthians São Paulo |
| 7. Januar um 18:15 Uhr  |           |                       |
| Raja Casablanca         | 3:4 (1:1) | Al-Nasr FC            |
| 10. Januar um 15:45 Uhr |           |                       |
| Real Madrid             | 3:2 (0:1) | Raja Casablanca       |
| 10. Januar um 18:15 Uhr |           |                       |
| Al-Nasr FC              | 0:2 (0:1) | Corinthians São Paulo |

### Gruppe B
Alle Spiele im Maracanã.
| Pl. | Verein             | Sp. | S | U | N | Tore    | Diff. | Punkte |
| --- | ------------------ | --- | - | - | - | ------- | ----- | ------ |
| 1.  | CR Vasco da Gama   | 3   | 3 | 0 | 0 | 007:200 | +5    | 09     |
| 2.  | Club Necaxa        | 3   | 1 | 1 | 1 | 005:400 | +1    | 04     |
| 3.  | Manchester United  | 3   | 1 | 1 | 1 | 004:400 | ±0    | 04     |
| 4.  | South Melbourne FC | 3   | 0 | 0 | 3 | 001:700 | −6    | 0      |

| 6. Januar um 15:15 Uhr  |           |                    |
| Manchester United       | 1:1 (0:1) | Club Necaxa        |
| 6. Januar um 17:45 Uhr  |           |                    |
| CR Vasco da Gama        | 2:0 (0:0) | South Melbourne FC |
| 8. Januar um 15:15 Uhr  |           |                    |
| Manchester United       | 1:3 (0:3) | CR Vasco da Gama   |
| 8. Januar um 17:45 Uhr  |           |                    |
| South Melbourne FC      | 1:3 (1:2) | Club Necaxa        |
| 11. Januar um 15:15 Uhr |           |                    |
| Manchester United       | 2:0 (2:0) | South Melbourne FC |
| 11. Januar um 17:45 Uhr |           |                    |
| Club Necaxa             | 1:2 (1:1) | CR Vasco da Gama   |

### Spiel um Platz 3
| Datum                   |             | Ergebnis                         |             | Ort      |
| ----------------------- | ----------- | -------------------------------- | ----------- | -------- |
| 14. Januar um 14:00 Uhr | Club Necaxa | 1:1 n. V. (1:1, 0:1) (4:3 i. E.) | Real Madrid | Maracanã |

### Finale
| Corinthians São Paulo                                                | Corinthians São Paulo | CR Vasco da Gama | CR Vasco da Gama |
| -------------------------------------------------------------------- | --- | --- | ---------------- |
| Corinthians São Paulo                                                | \| 14. Januar 2000 um 17:00 Uhr (Ortszeit) in Rio de Janeiro (Maracanã) \| \| Ergebnis: 0:0 n. V., 4:3 i. E. \| \| Zuschauer: 73.000 \| \| Schiedsrichter: Dick Jol ( Niederlande) \|                          | \| 14. Januar 2000 um 17:00 Uhr (Ortszeit) in Rio de Janeiro (Maracanã) \| \| Ergebnis: 0:0 n. V., 4:3 i. E. \| \| Zuschauer: 73.000 \| \| Schiedsrichter: Dick Jol ( Niederlande) \|                 | CR Vasco da Gama |
| Corinthians São Paulo                                                | Dida – Índio, Adílson Batista, Fábio Luciano, Kléber – Freddy Rincón, Vampeta (91. Gilmar), Marcelinho Carioca, Ricardinho (46. Edu) – Edílson (112. Fernando Baiano), Luizão Cheftrainer: Oswaldo de Oliveira | Hélton – Paulo Miranda, Mauro Galvão, Odvan, Gilberto – Felipe (101. Alex Oliveira), Amaral, Juninho (95. Viola), Ramon Menezes (110. Donizete Pantera) – Edmundo, Romário Cheftrainer: Antônio Lopes | CR Vasco da Gama |
| Corinthians São Paulo                                                | Elfmeterschießen | | CR Vasco da Gama |
| Corinthians São Paulo                                                | 1:0 Freddy Rincón 2:1 Fernando Baiano 3:2 Luizão 4:2 Edu Marcelinho Carioca (gehalten) | 1:1 Romário 2:2 Alex Oliveira Gilberto (gehalten) 4:3 Vila Edmundo (verschossen) | CR Vasco da Gama |
| Corinthians São Paulo                                                | Freddy Rincón (43.), Adílson (75.), Índio (90.+7'), Luizão (113.) | Felipe (16.), Amaral (33.), Paulo Miranda (54.), Edmundo (90.+8') | CR Vasco da Gama |
| 14. Januar 2000 um 17:00 Uhr (Ortszeit) in Rio de Janeiro (Maracanã) | | |                  |
| Ergebnis: 0:0 n. V., 4:3 i. E.                                       | | |                  |
| Zuschauer: 73.000                                                    | | |                  |
| Schiedsrichter: Dick Jol ( Niederlande)                              | | |                  |

## Torschützenliste
| Rang | Spieler                  | Klub                  | Tore |
| ---- | ------------------------ | --------------------- | ---- |
| 1    | Nicolas Anelka           | Real Madrid           | 3    |
|      | Romário                  | CR Vasco da Gama      | 3    |
| 3    | Fahd al-Harifi al-Bischi | al-Nasr FC            | 2    |
|      | Agustín Delgado          | Club Necaxa           | 2    |
|      | Edílson                  | Corinthians São Paulo | 2    |
|      | Edmundo                  | CR Vasco da Gama      | 2    |
|      | Quinton Fortune          | Manchester United     | 2    |
|      | Cristián Montecinos      | Club Necaxa           | 2    |
|      | Raúl                     | Real Madrid           | 2    |
| 10   | John Anastasiadis        | South Melbourne FC    | 1    |
|      | Moussa Saïb              | Al-Nasr FC            | 1    |
|      | Fábio Luciano            | Corinthians São Paulo | 1    |
|      | Luizão                   | Corinthians São Paulo | 1    |
|      | Ricardinho               | Corinthians São Paulo | 1    |
|      | Felipe                   | CR Vasco da Gama      | 1    |
|      | Odvan                    | CR Vasco da Gama      | 1    |

| Rang | Spieler                  | Klub                  | Tore |
| ---- | ------------------------ | --------------------- | ---- |
| 10   | Sávio Bortolini Pimentel | Real Madrid           | 1    |
|      | Álex Aguinaga            | Club Necaxa           | 1    |
|      | Nicky Butt               | Manchester United     | 1    |
|      | Geremi                   | Real Madrid           | 1    |
|      | Freddy Rincón            | Corinthians São Paulo | 1    |
|      | Ahmed Bahja              | Al-Nasr FC            | 1    |
|      | Youssef Achami           | Raja Casablanca       | 1    |
|      | Talal El Karkouri        | Raja Casablanca       | 1    |
|      | Bouchaib El Moubarki     | Raja Casablanca       | 1    |
|      | Mustapha Moustaoudia     | Raja Casablanca       | 1    |
|      | Salvador Cabrera         | Club Necaxa           | 1    |
|      | Fuad Amin                | Al-Nasr FC            | 1    |
|      | Fernando Hierro          | Real Madrid           | 1    |
|      | Fernando Morientes       | Real Madrid           | 1    |
|      | Dwight Yorke             | Manchester United     | 1    |
|      | Muhaisen al-Dosari       | Al-Nasr FC            | ET   |

## Ehrungen

### „adidas“ Goldener Ball
Der „Goldene Ball“ für den besten Spieler des Turniers ging an den Brasilianer Edílson. Der „Silberne Ball“ ging an seinen Landsmann Edmundo und der „Bronzene Ball“ mit Romário ebenfalls an einen Brasilianer.

### „adidas“ Goldener Schuh
Der „Goldene Schuh“ für den besten Torschützen ging gemeinsam an den Franzosen Nicolas Anelka und den Brasilianer Romário für jeweils drei Tore.

### FIFA-Fair-Play-Trophäe
Den Fair-Play-Preis für sportlich korrektes Auftreten auf und außerhalb des Rasens erhielt der saudische Klub Al-Nasr FC.